# La chica del gato (película de 1927)
La chica del gato es una película española, estrenada el 6 de enero de 1927, basada en la obra de teatro homónima de Carlos Arniches. Existen otras dos versiones cinematográficas, estrenadas, respectivamente en 1943 y 1964.

## Argumento
La azarosa vida de Guadalupe (Josefina Juberías), una joven huérfana que se ve obligada a delinquir forzada por su familia de acogida. Harta de la situación, decide escapar con su gato y encuentra refugio en casa de una familia acomodada, llegando a intimar con su hija. Guadalupe descubrirá desolada, que el pretendiente de su nueva amiga es, en realidad, un farsante.